# (2470) Agematsu
(2470) Agematsu es un asteroide que forma parte del cinturón de asteroides y fue descubierto por Hiroki Kosai y Kiichiro Hurukawa desde el Observatorio Kiso del monte Ontake, Japón, el 22 de octubre de 1976.

## Designación y nombre
Agematsu recibió al principio la designación de 1976 UW15.
Posteriormente se nombró por la localidad japonesa de Agematsu, uno de los lugares de administración del observatorio Kiso.

## Características orbitales
Agematsu orbita a una distancia media de 2,888 ua del Sol, pudiendo acercarse hasta 2,863 ua y alejarse hasta 2,914 ua. Su inclinación orbital es 3,109° y la excentricidad 0,008919. Emplea 1793 días en completar una órbita alrededor del Sol.